# Georgia Drummy
Georgia Drummy (* 18. April 2000) ist eine ehemalige irische Tennisspielerin.

## Karriere
Drummy begann mit sechs Jahren das Tennisspielen und bevorzugt Hartplätze. Sie spielte hauptsächlich Turniere der ITF Women’s World Tennis Tour, wo sie zwei Titel im Einzel gewann.
2016 und 2018 nahm sie an allen Juniorinnenwettbewerben der vier Grand Slams teil.
Bei den Australian Open 2016 erreichte sie im Juniorinneneinzel als Qualifikantin das Hauptfeld, wo sie dann aber in der ersten Runde Ayano Shimizu mit 3:6 und 3:6 unterlag. Im Juniorinnendoppel trat sie mit ihrer Gegnerin im Einzel Ayano Shimizu an. Die beiden verloren ihre Auftaktbegegnung gegen das Doppel Destanee Aiava und Lucie Kaňková mit 3:6 und 3:6.
2018 bei den French Open verlor sie im Juniorinneneinzel in der ersten Runde mit 3:6 und 3:6 gegen Camila Osorio. Im Juniorinnendoppel zog sie an der Seite ihrer Partnerin Simona Waltert mit einem 7:5 und 6:4 über Leylah Fernandez und Joanne Züger ins Achtelfinale ein, wo die beiden dann aber gegen María Carlé und Coco Gauff mit 5:7 und 3:6 verloren. In Wimbledon verlor sie im Juniorinneneinzel in der ersten Runde des Hauptfeldes mit 3:6 und 4:6 gegen Wang Xiyu. Im Juniorinnendoppel erreichte sie an der Seite von Alexa Noel das Viertelfinale. Bei den US Open erreichte sie mit einem 7:5 und 6:2 Sieg gegen Anastassija Tichonowa die zweite Runde, wo sie dann gegen Naho Satō mit 6:4, 4:6 und 2:6 verlor. Im Juniorinnendoppel verlor sie an der Seite von Wiktorija Dema in der ersten Runde gegen Taissija Patschkalewa und Anastassija Tichonowa mit 4:6 und 4:6. Im Oktober spielte sie bei den Olympischen Jugend-Sommerspiele 2018 in allen drei Disziplinen. Im Mädcheneinzel gewann sie ihr Erstrundenspiel gegen Valentina Ivanov mit 6:0, 5:7 und 6:3, verlor dann jedoch im Achtelfinale gegen Daniela Vismane mit 2:6 und 2:6. Im Doppel verlor sie an der Seite von Ana Makazaria ihr Auftaktmatch gegen Yūki Naitō und Naho Satō mit 1:6 und 5:7. Auch im Mixed war nach einem 1:6 und 1:6 im Auftaktmatch gegen Naho Satō und Gilbert Soares Klier Júnior mit Partner Delmas N’Tcha aus dem Benin bereits Endstation.
2016 spielte sie in drei Begegnungen für die irische Fed-Cup-Mannschaft, wo sie von fünf Spielen drei gewinnen konnte, davon ein Einzel und zwei Doppel.

## Turniersiege

### Einzel
| Nr. | Datum          | Turnier  | Kategorie | Belag     | Finalgegnerin      | Ergebnis  |
| --- | -------------- | -------- | --------- | --------- | ------------------ | --------- |
| 1.  | 16. Juni 2019  | Amarante | ITF W15   | Hartplatz | Justina Mikulskytė | 7:64, 6:3 |
| 2.  | 4. August 2019 | Dublin   | ITF W15   | Teppich   | Alice Robbe        | 6:1, 6:2  |